# Meunasah Bujok
Meunasah Bujok is een bestuurslaag in het regentschap Aceh Utara van de provincie Atjeh, Indonesië. Meunasah Bujok telt 669 inwoners (volkstelling 2010).